# Laventie
Laventie (Nederlands: Wentie) is een gemeente in het Franse departement Pas-de-Calais (regio Hauts-de-France). De gemeente en maakt deel uit van het arrondissement Béthune. In het zuiden van de gemeente ligt het gehucht Fauquissart. Laventie telde op 1 januari 2022 5.007 inwoners.

## Geografie
De oppervlakte van Laventie bedroeg op 1 januari 2022 18,13 vierkante kilometer; de bevolkingsdichtheid was toen 276,2 inwoners per km².

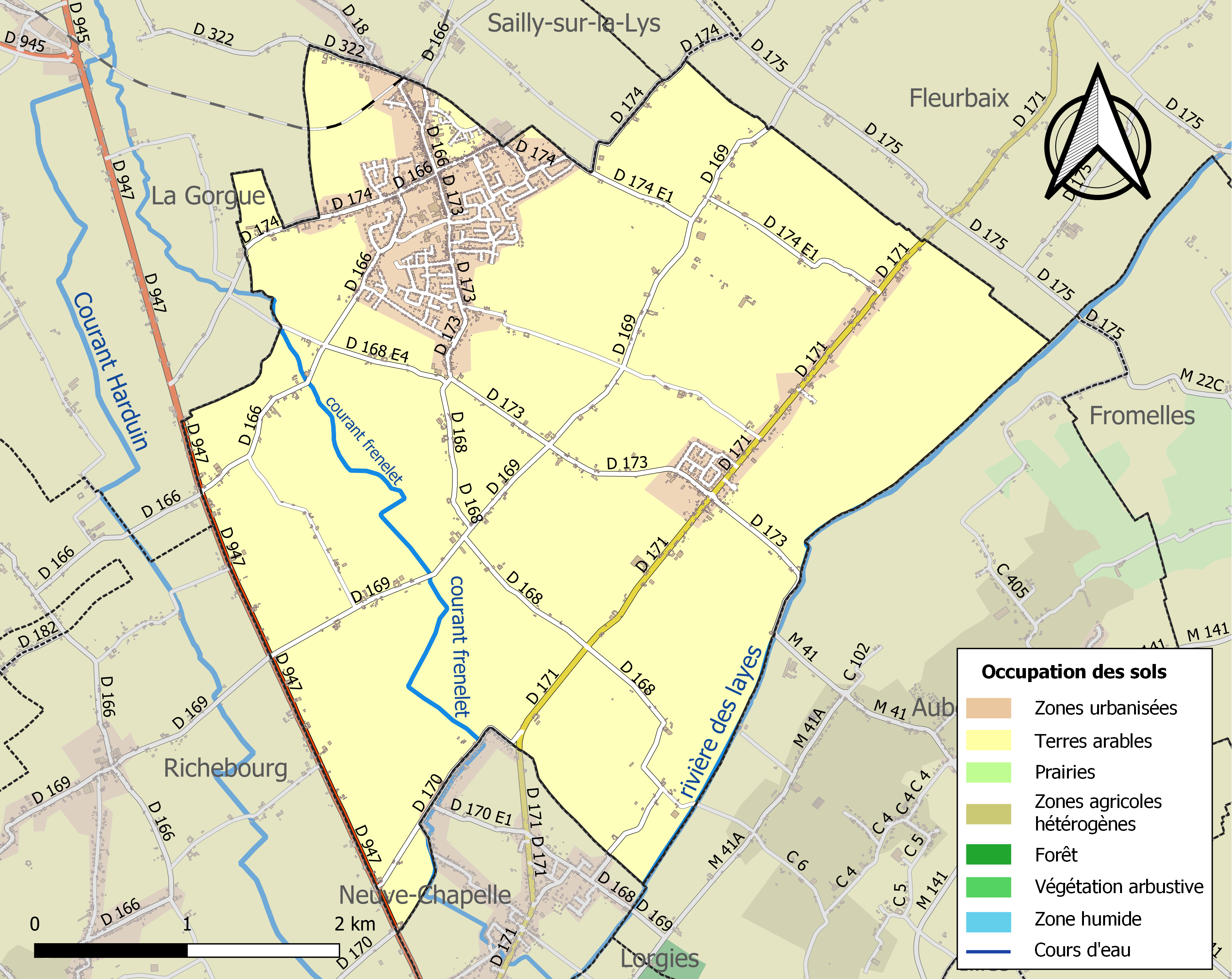
Kaart van de gemeente met belangrijkste infrastructuur, bodemgebruik en omliggende gemeenten

## Bezienswaardigheden
- In de gemeente liggen verschillende militaire begraafplaatsen
  - Het Deutscher Soldatenfriedhof Laventie, een Duitse militaire begraafplaats met bijna 2000 gesneuvelden
  - Euston Post Cemetery
  - Fauquissart Military Cemetery
  - Royal Irish Rifles Graveyard
  - Rue-du-Bacquerot (13th London) Graveyard
  - Rue-du-Bacquerot No.1 Military Cemetery
  - Ook op de gemeentelijke Begraafplaats van Laventie bevindt zich een oorlogsgraf

## Demografie
Onderstaande figuur toont het verloop van het inwonertal (bron: INSEE-tellingen).